# Gugolzia harmolitae
Gugolzia harmolitae is een vliesvleugelig insect uit de familie Pteromalidae. De wetenschappelijke naam is voor het eerst geldig gepubliceerd in 1956 door Delucchi & Steffan.